# Szapowałowo
Szapowałowo (ros. Шаповалово) – wieś (sieło) w Rosji, w obwodzie orenburskim, w rejonie akbułackim. W 2010 liczyła 613 mieszkańców.